# Charité

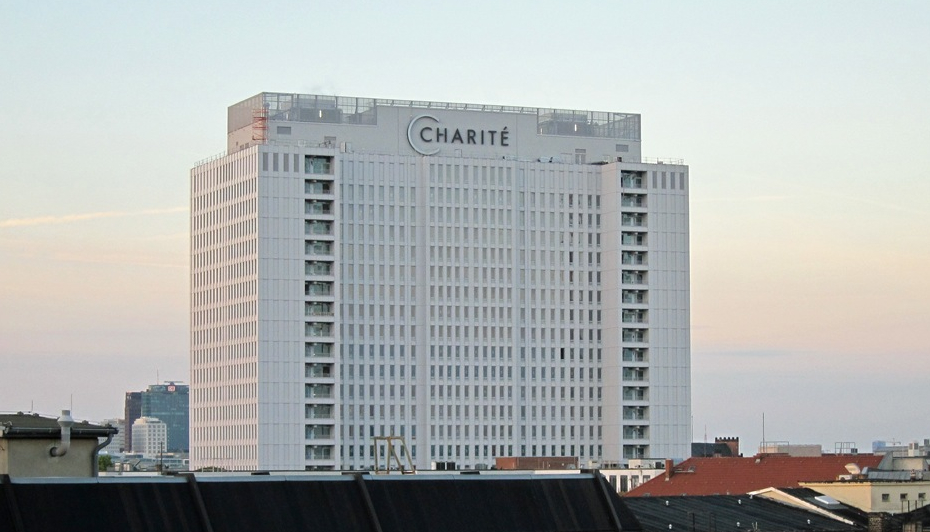
Bettenhochhaus der Charité am Standort Berlin-Mitte, 2016

Die Charité [ʃaʀiˈteː] (französisch für ‚Nächstenliebe‘, ‚Barmherzigkeit‘, ‚Karitas‘) ist das traditionsreichste Krankenhaus Berlins und mit 3293 Betten eine der größten Universitätskliniken Europas. Die Charité – Universitätsmedizin Berlin vereint seit 2003 die medizinischen Fakultäten von Humboldt- und Freier Universität. Sie verteilt sich auf vier Standorte.
Der Verbund von Universitätskliniken mit 321 Professoren und knapp 9900 Studierenden im Jahr 2023 geht auf ein im Jahr 1710 gegründetes Pesthaus zurück. Friedrich Wilhelm I. wandelte 1727 die Einrichtung in ein Bürgerhospital namens Charité um. Mit Aufnahme des Lehrbetriebs der Berliner Universität im Jahr 1810 wurde es zu einer bedeutenden Lehr- und Forschungsstätte, der über die Hälfte der deutschen Nobelpreisträger für Medizin oder Physiologie entstammen.
Die Charité gehört mit zahlreichen Sonderforschungsbereichen der Deutschen Forschungsgemeinschaft zu den forschungsintensivsten medizinischen Einrichtungen in Deutschland. Nach den Ergebnissen der Exzellenzstrategie 2019 zählt die Charité als Teil der Berlin University Alliance zu den deutschen Exzellenzuniversitäten. Weltweit genießt die Klinik hohes Ansehen.

## Geschichte

### 1709–1795

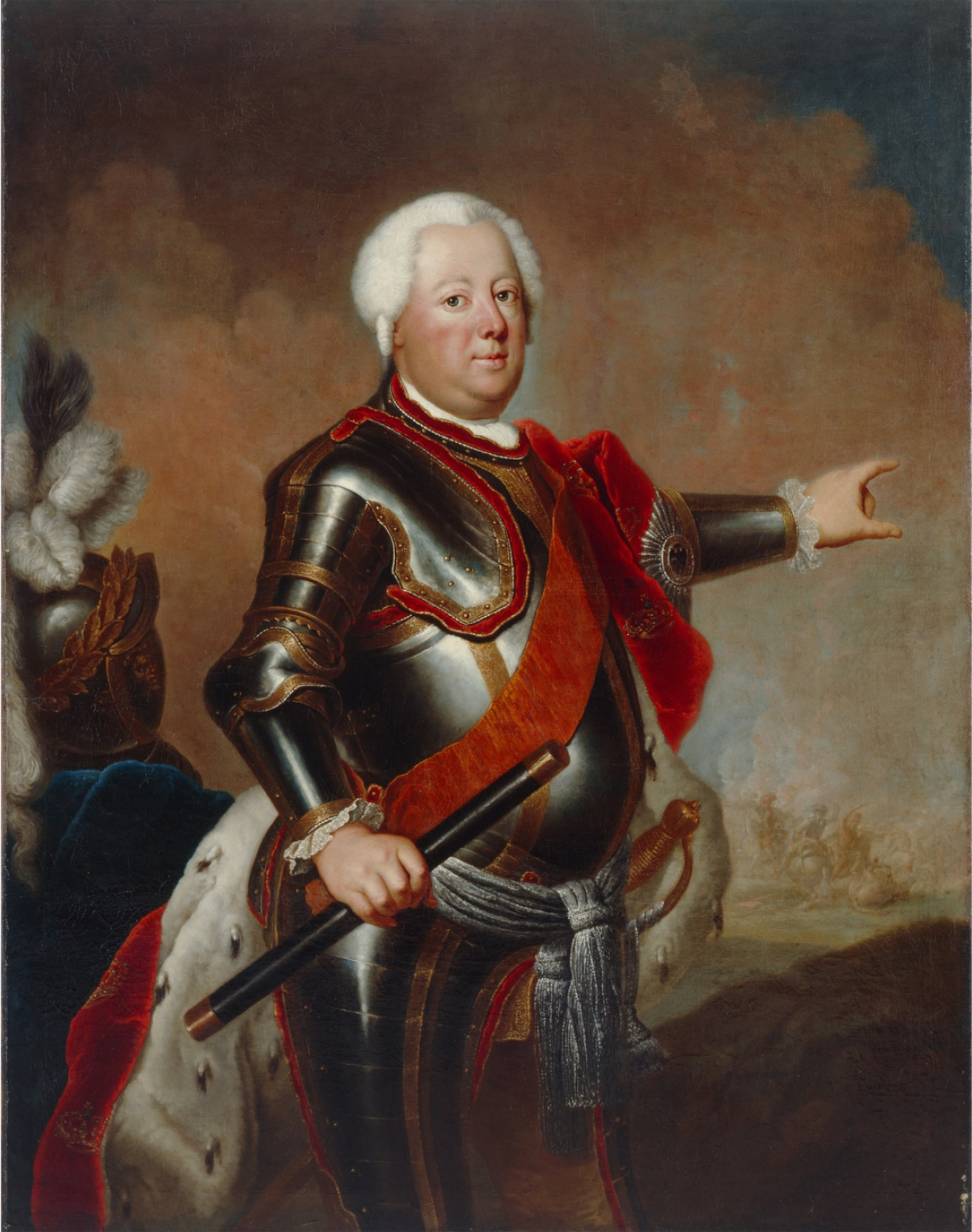
„Es soll das Haus die Charité heißen.“ – Friedrich Wilhelm I., 1727

Als Anlass zur Gründung der Charité kann eine Kabinettsorder des preußischen Königs Friedrich I. vom 14. November 1709 gelten. Darin ordnete der König die Gründung von „Lazareth-Häusern“ außerhalb der Städte an, um „bei jetzigen gefährlichen Pest-Läufften“ entsprechend vorbereitet zu sein. Auslöser der königlichen Anordnung war die Große Pest in Osteuropa, die schon das Königreich Preußen teilweise entvölkert hatte und nun auch die Mark Brandenburg und Berlin bedrohte. Am 13. Mai 1710 wurde die Vorsorgeeinrichtung für Berlin gegründet und die Bauarbeiten für das Pesthaus im Nordwesten der Stadt begannen. Tatsächlich trat der befürchtete Ernstfall aber nicht ein. Die Pestepidemie in den Jahren 1709–1711 streifte Brandenburg nur in der Uckermark und drang nicht bis Berlin vor. Das vor dem Spandowischen Tor außerhalb der Stadtmauern errichtete „Lazareth“ wurde nicht für Pestkranke benötigt und diente zunächst als Armen- und Arbeitshaus (Spinnhaus) für Arme, Bettler, unehelich Schwangere und Prostituierte, sowie als Garnisonslazarett.

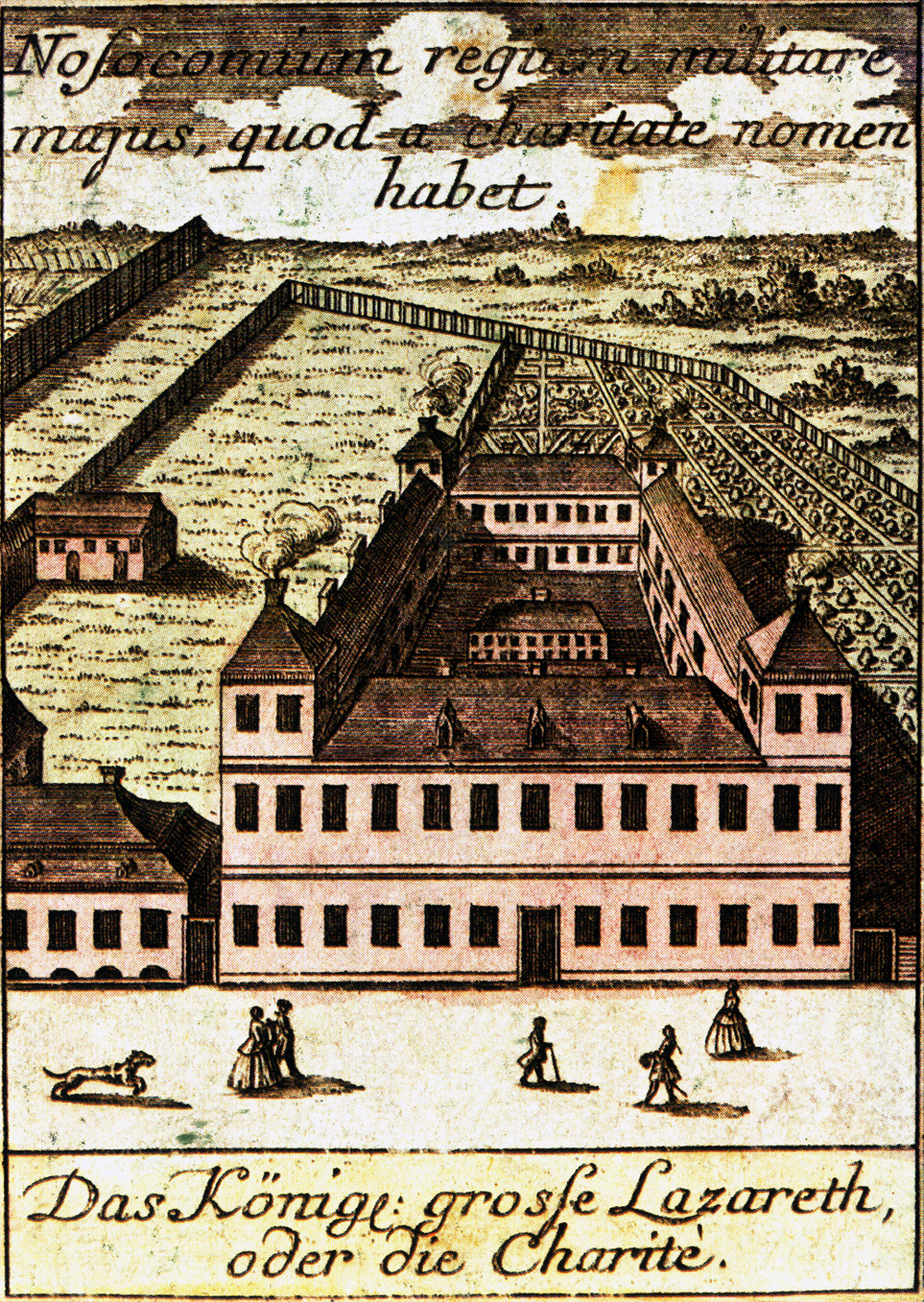
Die Charité, 1740
Nosocomium regium militare majus quod a charitate nomen habet (= Das große königliche Militärhospital, das seinen Namen von der Barmherzigkeit hat)

Am 9. Januar 1727 verfügte König Friedrich Wilhelm I. (der „Soldatenkönig“) in einer weiteren Kabinettsorder die Umwandlung des Lazaretts in ein Bürgerhospital und ordnete in einer Randbemerkung an: „Es soll das Haus die Charité heißen.“ Erster Direktor wurde der Leibarzt des Königs, Johann Theodor Eller (1689–1760).
In den folgenden Jahren entstanden neue Gebäude zur Sicherstellung der Hospital-Versorgung: Es wurde ein Küchengebäude errichtet mit einem Speisesaal, der auch als Kirche diente, sowie ein Back- und Brauhaus.
Das ursprüngliche Pesthaus war ein quadratisch angelegtes, zweigeschossiges Gebäude mit einer Länge von 48 Metern, bei dem die Angestellten des Hospitals im Erdgeschoss wohnten und die Kranken, nach Männern und Frauen getrennt, im Obergeschoss. 1713 erfolgte zusätzlich die Eröffnung eines Theatrum anatomicum, sodass das Haus zusammen mit dem 1724 gegründeten Collegium medico-chirurgicum auch zur Ausbildungsstätte von Militärärzten avancierte. In den Jahren 1785–1800 erfolgte in mehreren Abschnitten ein Erweiterungsbau der Charité und durch die veränderten Stadtmauern lag die Charité seit dem Jahr 1800 innerhalb des Berliner Stadtgebietes. Das Hospital, welches ab der Mitte des 18. Jahrhunderts selbstständig wurde und eine bedeutende ärztliche Schule hervorbrachte, wurde Ende des 18. Jahrhunderts zu einem reinen Krankenhaus, das zudem der spekulativ-romantischen Richtung der deutschen Medizin ein schweres Gegengewicht gegenüberstellte.
Besonders in den 1790er Jahren sah sich die Charité erheblicher Kritik ausgesetzt, die sich möglicherweise auf das qualitative Niveau der Krankenversorgung bezog. Friedrich Wilhelm III. setzte eine dreiköpfige Kommission zur Prüfung der Vorwürfe ein, der mit Ludwig Formey auch einer der damaligen Kritiker angehörte. Die Kommission kam zum Ergebnis, dass die Mängel noch gravierender waren, als man angenommen hatte. Daraufhin erging eine Kabinettsorder, der zufolge die Charité zweckmäßiger eingerichtet werden sollte. Die Finanzausstattung wurde durch Zuwendungen aus der königlichen Kasse aufgestockt, und auch die Bürger spendeten erhebliche Geldbeiträge.

### 1795–1945
Im Jahr 1795 wurde die Pépinière zur Aus- und Weiterbildung von Militärärzten gegründet, die 1809 die Bücherei des aufgelösten Collegium medico-chirurgicum übernahm. Für den Bau des neuen Hauses (das später die Bezeichnung Alte Charité erhielt) legten die Bauleute einen Grundstein, der 1902 bei weiteren Bauarbeiten wiedergefunden wurde. In dem zweiteiligen Granitstein befand sich eine Bleitafel mit der Inschrift

„Im Jahre MDCCLXXXV / hat Friderich II., / König von Preußen, / dieses MDCC gegründete und MDCCXXVI erweiterte Charitehaus / wieder gantz neu bauen lassen. / Unter Aufsicht des Armen Directorii / dessen Mitglieder beyliegende Adress Calender Seit LXI nachweiset. / Baumeister war der Ober Bau Inspector Ungar / Im Hospital waren CCCCLXXVIII, im Lazareth CCCLXXXVI, mithin also CCCCLXIV Personen.“

sowie eine Bleikapsel mit einem Goldstück sowie Silber- und Scheidemünzen. Mit dem Namen des Baumeisters war wahrscheinlich Georg Christian Unger gemeint.

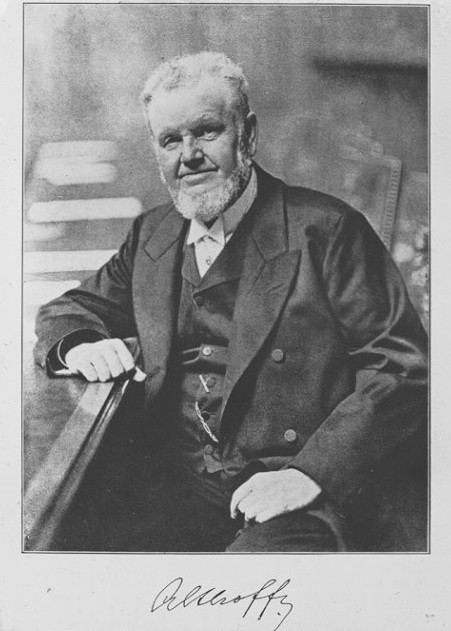
Friedrich Althoff (1839–1908)

Rudolf Virchow und Hermann von Helmholtz waren Stipendiaten dieser Akademie. Im Jahr 1801 wurde Christoph Wilhelm Hufeland als königlicher Leibarzt und leitender Charité-Arzt berufen. 1810 wurde Hufeland auch Dekan der Medizinischen Fakultät der neu gegründeten Berliner Universität. An der Universität fand in den folgenden Jahren die Ausbildung von „zivilen“ Medizinstudenten statt, während die Charité Militärärzte und Militärchirurgen ausbildete. Die Ausbildung an der Charité verlief dabei wesentlich praxisorientierter „am Krankenbett“, während die Ausbildung an der Universität sehr theoretisch-allgemeinbildend war, entsprechend dem Bildungsideal Wilhelm von Humboldts. Hufeland sah dagegen die Vorteile der praxisorientierten Ausbildung und erstrebte eine engere Verbindung von Charité und Universität. Die Trennung beider Institutionen bestand zunächst fort, wurde jedoch nach und nach durchbrochen, nachdem die Universität immer mehr eigene Kliniken auf dem Charité-Gelände errichten ließ.
1828 wurde ein Teil der Medizinischen Klinik von der Ziegelstraße in die Charité verlegt. Es folgten mehr und mehr Fachkliniken, bis 1927 die chirurgische Universitätsklinik als letzte Klinik in die Charité verlagert wurde.

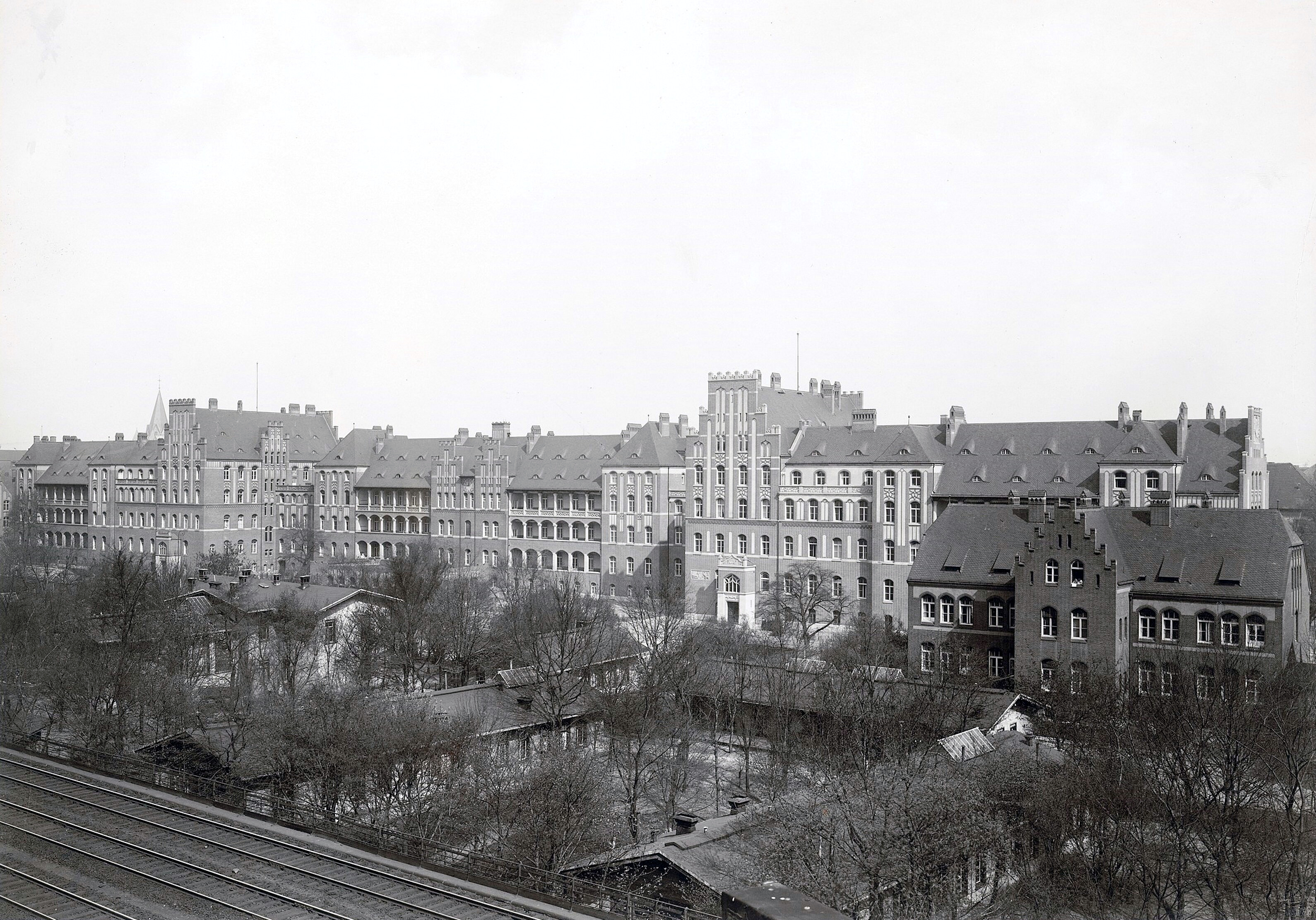
Charité, um 1907

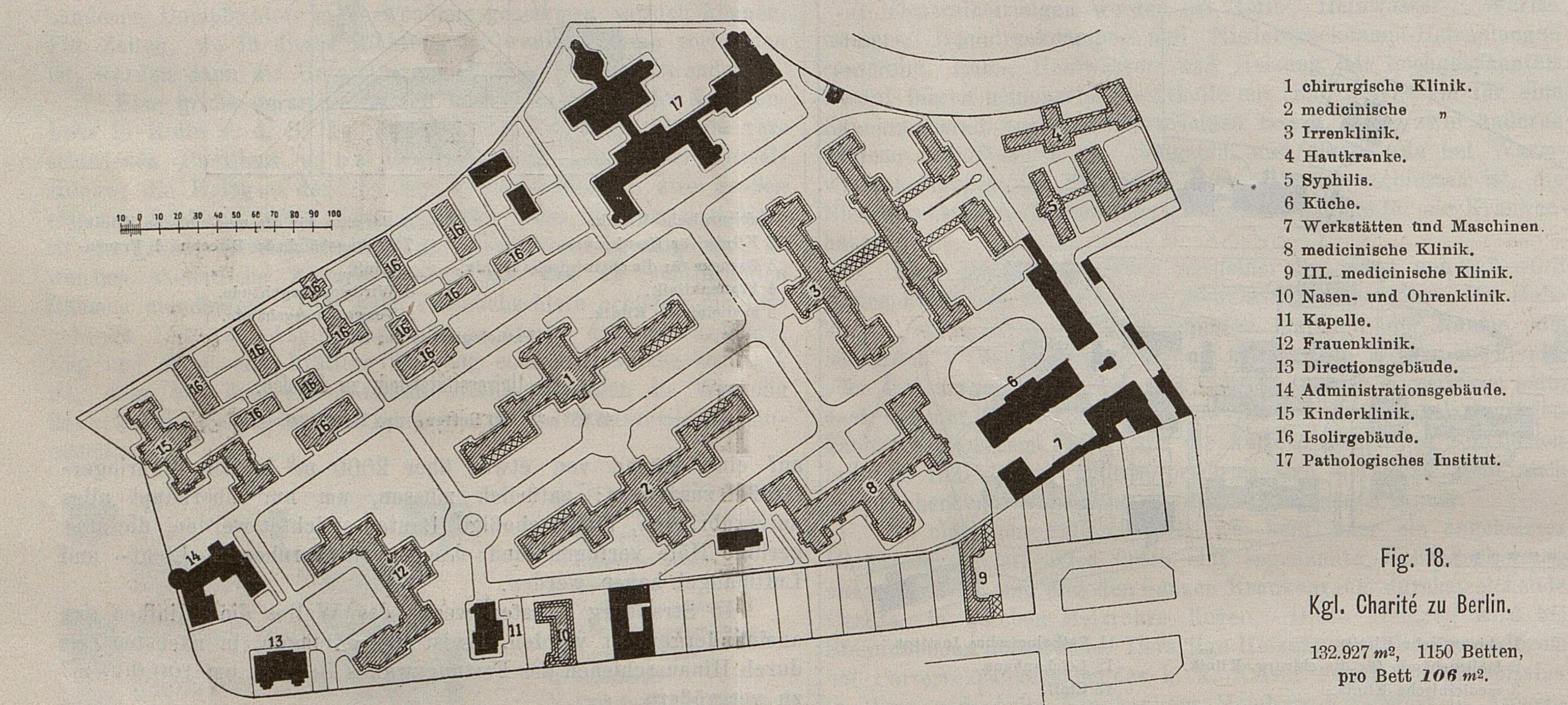
Lageplan der Charité-Gebäude im Jahr 1900

Carl August Wilhelm Berends wurde 1815 Leiter der Charité. Rudolf Virchow wurde 1856 zum Direktor des im selben Jahr erbauten und 1873 erweiterten Pathologischen Instituts berufen und konnte damit seiner Zellularpathologie zum wissenschaftlichen Durchbruch verhelfen. Der Grundsatz seiner Lehre omnis cellula e cellula revolutionierte die medizinische Wissenschaft.
Am Gesundheitsamt, das 1876 gegründet wurde, arbeiteten Emil Adolf von Behring und Paul Ehrlich. Robert Koch war seit 1880 am Kaiserlichen Gesundheitsamt in Berlin tätig. In direkter Nähe zur Charité steht ein Denkmal für Robert Koch, der in dieser Zeit dort arbeitete und die Erreger von Milzbrand, Tuberkulose und Cholera (unbeachteter Erstbeschreiber der Cholera war 30 Jahre früher Filippo Pacini) entdeckte.
Von 1896 bis 1917 erfolgten großzügige Um- und Neubauten im Bereich der Charité. Deren Genehmigung ist ganz wesentlich Friedrich Althoff, Ministerialdirektor im Preußischen Kultusministerium, zu verdanken. Damit wurden die baulichen Voraussetzungen für die erfolgreiche Weiterentwicklung der Medizinischen Fakultät geschaffen. Ein Denkmal im Klinikgelände ehrt den verdienstvollen preußischen Wissenschaftspolitiker Friedrich Althoff. Die in rotem Backstein ausgeführten Bauten stehen heute unter Denkmalschutz. Es gibt heute noch ein Althoff-Gebäude mit einem Althoff-Saal an der Charité.

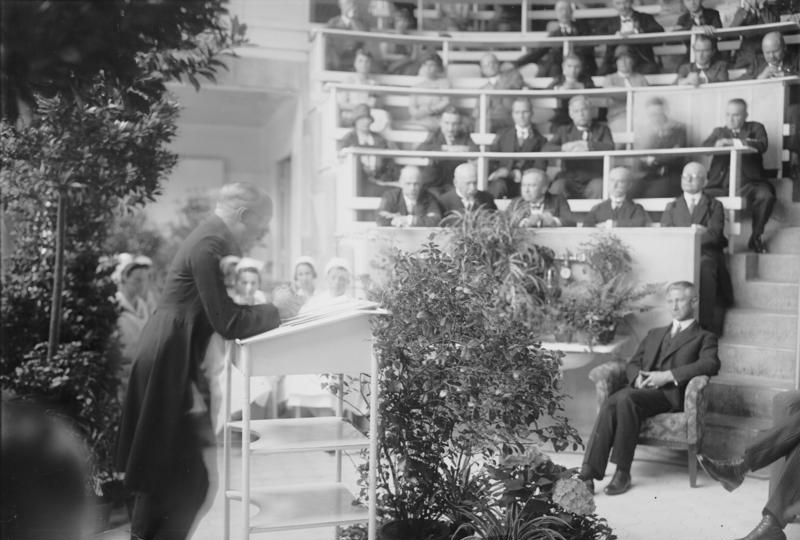
Sauerbruch eröffnet die chirurgische Unfallklinik, 1929

Ihr höchstes Ansehen genoss die Charité zwischen 1870 und 1918 im Deutschen Kaiserreich. Die Berufungspolitik, nur noch verdiente Ordinarien zu berufen, führte zu weniger jüngeren und wissenschaftlich noch kreativen Ordinarien. So hatte beispielsweise Ferdinand Sauerbruch (1875–1951) den Zenit seiner Karriere schon überschritten, als er 1927 als Professor an die Charité kam.
In der folgenden Zeit wurde der Name Charité durch zahlreiche herausragende Ärzte und Wissenschaftler international bekannt, so etwa durch Rudolf Virchow, Hermann von Helmholtz, Robert Koch, Paul Langerhans, Paul Ehrlich und Emil Adolf von Behring.
In der Zeit des Nationalsozialismus wurden zahlreiche jüdische Mitarbeiter entlassen. 1938 folgte Max de Crinis Karl Bonhoeffer in der Leitung der Klinik.
Sieben der insgesamt dreiundzwanzig Angeklagten beim Nürnberger Ärzteprozess gehörten der Medizinischen Fakultät Berlin an. Drei wurden zum Tode verurteilt, darunter Karl Gebhardt, einer zu lebenslanger Haft, drei wurden freigesprochen.

### 1945–1990
Der Wiederaufbau der Charité nach den Zerstörungen durch die alliierten Luftangriffen und während der Schlacht um Berlin im April 1945 erfolgte unter Leitung von Paul Vogler (Direktor der Klinik für natürliche Heil- und Lebensweisen) und von dem Architekten Gustav Hassenpflug.

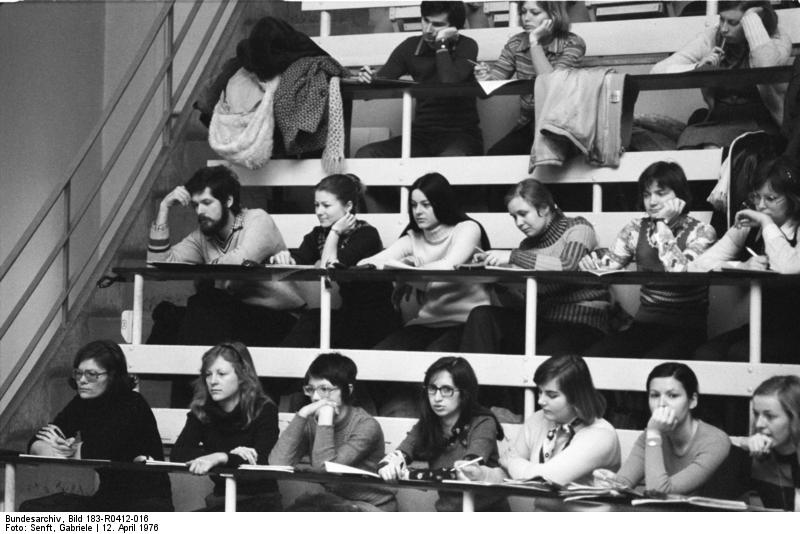
Medizinstudentinnen der Berliner Humboldt-Universität, 1976

Durch die Teilung Berlins nach dem Zweiten Weltkrieg lag die Charité in Ost-Berlin. Ganz im Westen des damaligen Bezirks Mitte gelegen, grenzte sie ab 1961 direkt an die Berliner Mauer – an Spree und Humboldthafen/Berlin-Spandauer Schifffahrtskanal in Form einer Wassergrenze.
Die Spaltung der Stadt teilte auch die Hochschul- und Krankenhauslandschaft: In der DDR galt die Charité als führendes Krankenhaus der ‚Hauptstadt der DDR‘, angegliedert an die Humboldt-Universität (HU). In West-Berlin funktionierte man das städtische Krankenhaus Westend zum Universitätsklinikum Charlottenburg um und baute außerdem das Universitätsklinikum Benjamin Franklin; beide Einrichtungen gehörten zur Freien Universität Berlin (FU).
Von 1977 bis 1982 wurde das 21-geschossige Bettenhaus der Klinik an der Luisenstraße im damaligen Ost-Berlin erbaut. Die Grundwasserabsenkung im Rahmen der Fundamentierungsarbeiten am Hochhaus sind mutmaßlich der Hauptgrund für die statische Zerstörung des alten Friedrichstadt-Palastes, der aufgrund massiver Setzungsschäden Anfang der 1980er Jahre abgerissen werden musste.
1986 beschloss der Berliner Senat, die Universitätsmedizin vom Klinikum Westend nach Wedding in das Städtische Rudolf-Virchow-Krankenhaus zu verlagern. Die damit verbundene umfassende Neu- und Umbautätigkeit endete erst 1998 und machte den Standort zum modernsten Klinikum Europas.

### Seit 1991
Nach der deutschen Wiedervereinigung stellte die Charité im Oktober 1991 Personen-Anfragen an die sogenannte Gauck-Behörde. 20 Professoren, darunter sieben Klinikdirektoren wurden ihrer Posten wegen Verstrickung in das DDR-Regime enthoben. Später wurden systematisch alle Mitarbeiter auf eine Zusammenarbeit mit dem MfS untersucht. Teils wurde die Schließung gefordert. Teils bestanden Begehrlichkeiten auf den attraktiven Standort. Die Mitarbeiter gründeten mehrere Vereine mit dem Ziel, die Charité am Standort Mitte zu erhalten. Teils erfolgten Demonstrationen. Einige Jahre später erfolgte die Neustrukturierung der Berliner Hochschul- und Krankenhauslandschaft: Zum 1. April 1995 wurde das Universitätsklinikum Rudolf Virchow von der Freien Universität abgetrennt und der Humboldt-Universität zugeordnet. 1997 zu einer gemeinsamen medizinischen Fakultät verschmolzen, bildeten die bis dahin noch eigenständigen Kliniken ab 1998 die Charité. Der Standort Mitte wurde erhalten, der neue Name lautete Universitätsklinikum Charité der Humboldt-Universität Berlin mit dem jeweiligen Zusatz Campus Charité Mitte bzw. Campus Virchow-Klinikum.

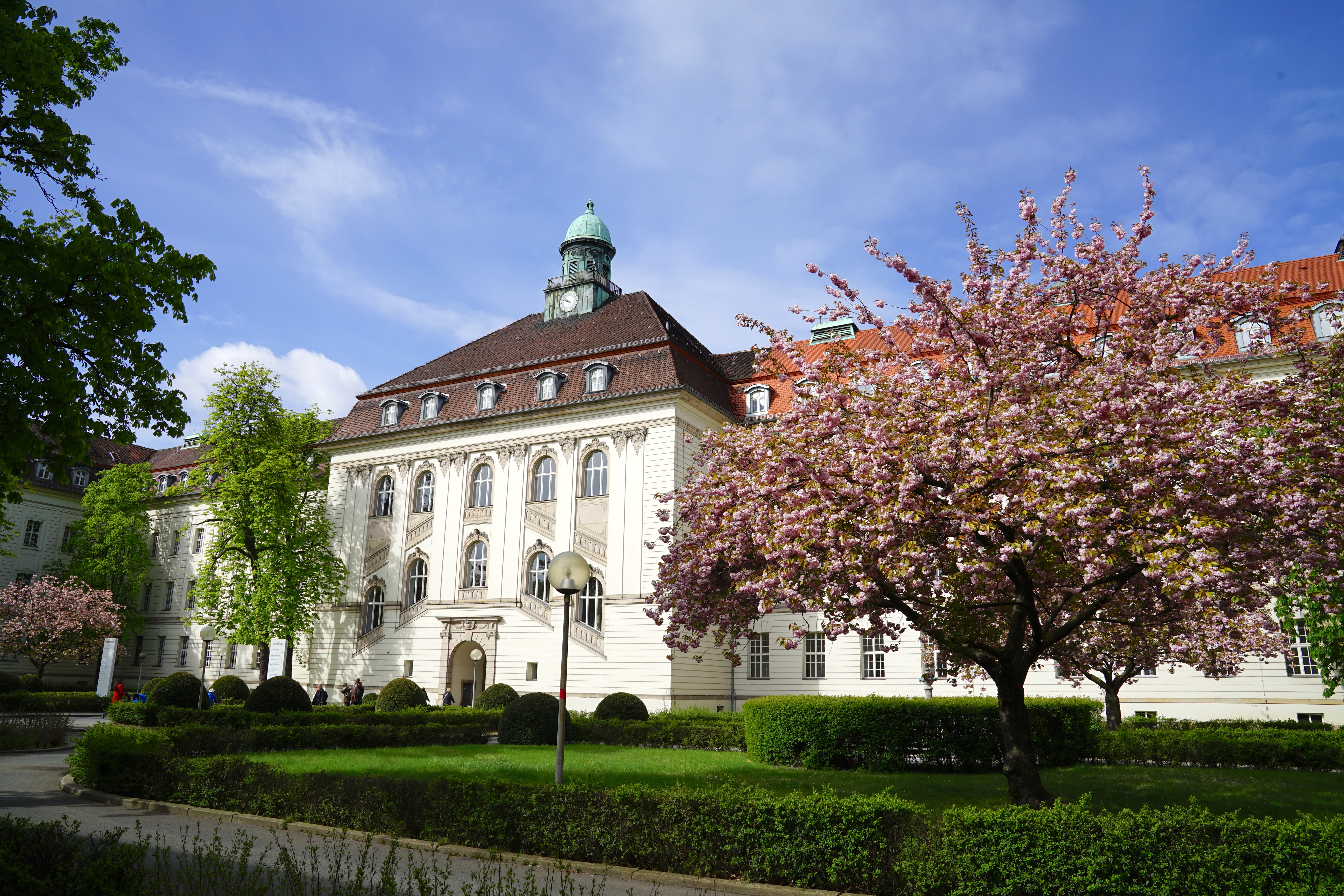
Deutsches Herzzentrum Berlin

Mit Wirkung zum 1. Juni 2003 wurde die Berliner Hochschulmedizin erneut umstrukturiert: Es kam zur Fusion der Charité mit der medizinischen Fakultät der Freien Universität Berlin. Die Entscheidung erwuchs hauptsächlich aus der angespannten Haushaltslage des Landes Berlin, das der fusionierten Charité eine Einsparvorgabe für das Budget für Forschung und Lehre in Höhe von 98 Millionen Euro mit auf den Weg gab. Trotz einiger Einwände seitens der FU Berlin und des Universitätsklinikums Benjamin Franklin (UKBF) in Lichterfelde ging der Name ‚Charité‘ auf die vereinigte Einrichtung über. Das Logo, ursprünglich ein Schriftzug basierend auf der Handschrift von Friedrich Wilhelm I., wurde durch ein Doppel-C ersetzt, das durch den Hamburger Designer Peter Schmidt entworfen wurde. Der Name der zu beiden Universitäten gehörenden Fakultät lautet Charité – Universitätsmedizin Berlin.
Die Charité und das Deutsche Herzzentrum Berlin (DHZB) gaben 2018 bekannt, dass sie ihre Herz-Kreislauf-Einrichtungen zu einer wissenschaftlichen, klinischen, rechtlichen und wirtschaftlichen Einheit zusammenschließen werden. 2021 haben das Land Berlin, die Charité und das DHZB eine Rahmenvereinbarung über die Grundlagen und die Bedingungen zur Errichtung des „Deutschen Herzzentrums der Charité“ (DHZC) unterzeichnet. Seit dem 1. Januar 2023 bilden die herzmedizinischen Einrichtungen des Deutschen Herzzentrums Berlin und der Charité das Deutsche Herzzentrum der Charité (DHZC). Das DHZC ist an den drei klinischen Campus der Charité am Campus Virchow-Klinikum, am Campus Charité Mitte sowie am Campus Benjamin-Franklin verortet. Es umfasst insgesamt acht Kliniken und Institute mit rund 2500 Mitarbeitenden und verfügt über rund 470 Betten. Damit ist es eines der größten Herzzentren Deutschlands zur Behandlung sämtlicher kardiovaskulärer Erkrankungen bei Patienten jeden Alters.

## Organisation
Geleitet wird die Charité vom Vorstand. Er hat seinen Sitz am Campus Mitte und setzt sich im Jahr 2023 aus dem Vorstandsvorsitzenden Heyo K. Kroemer, dem Vorstand Krankenversorgung Martin E. Kreis, dem Dekan der Fakultät Joachim Spranger, dem Vorstand Translationsforschungsbereich der Charité und Vorsitzender des BIH-Direktoriums Christopher Baum, dem Vorstand Finanzen und Infrastruktur Astrid Lurati und dem Vorstand Personal und Pflege Carla Eysel zusammen. Dieses Leitungsgremium wird vom Aufsichtsrat kontrolliert. Ihm gehören u. a. die in der Berliner Landesregierung zuständigen Senatoren für Wissenschaft und Finanzen sowie weitere Vertreter aus Wissenschaft, Gesellschaft und der Wirtschaft an. Vorstandsvorsitzender ist seit September 2019 Heyo K. Kroemer. Der Pharmakologe war zuvor hauptamtlicher Dekan und Sprecher des Vorstands der Universitätsmedizin Göttingen.
Er löste den Neurologen Karl Max Einhäupl ab, der die Charité von 2008 bis 2019 als Vorstandsvorsitzender leitete und zuvor als Ärztlicher Leiter des Charité Centrums für Neurologie, Neurochirurgie und Psychiatrie sowie ehemaliger Vorsitzender des Wissenschaftsrates tätig war. Er übernahm den Vorstandsvorsitz 2008 von Detlev Ganten.
Die Charité ist in den Krankenhausplan der Stadt Berlin eingebunden, nimmt aber auch überregionale Versorgungsaufgaben wahr. Zu Beginn der Corona-Pandemie hat die Charité 2020 das sogenannte SAVE-Konzept (Sicherstellung der akuten, intensivmedizinischen Versorgung im Epidemiefall) bei COVID-19 entwickelt. Als Level-1-Klinik steuerte die Charité dabei berlinweit die Belegung der Intensivbetten und versorgte die schwersten Fälle. Zusätzlich wurden die intensivpflichtigen Patienten in anderen Krankenhäusern der Region telemedizinisch mitbetreut. Jährlich werden etwa 137.800 Patienten stationär und teilstationär sowie 787.750 Patienten ambulant behandelt (Stand: 2023).

### Kennzahlen

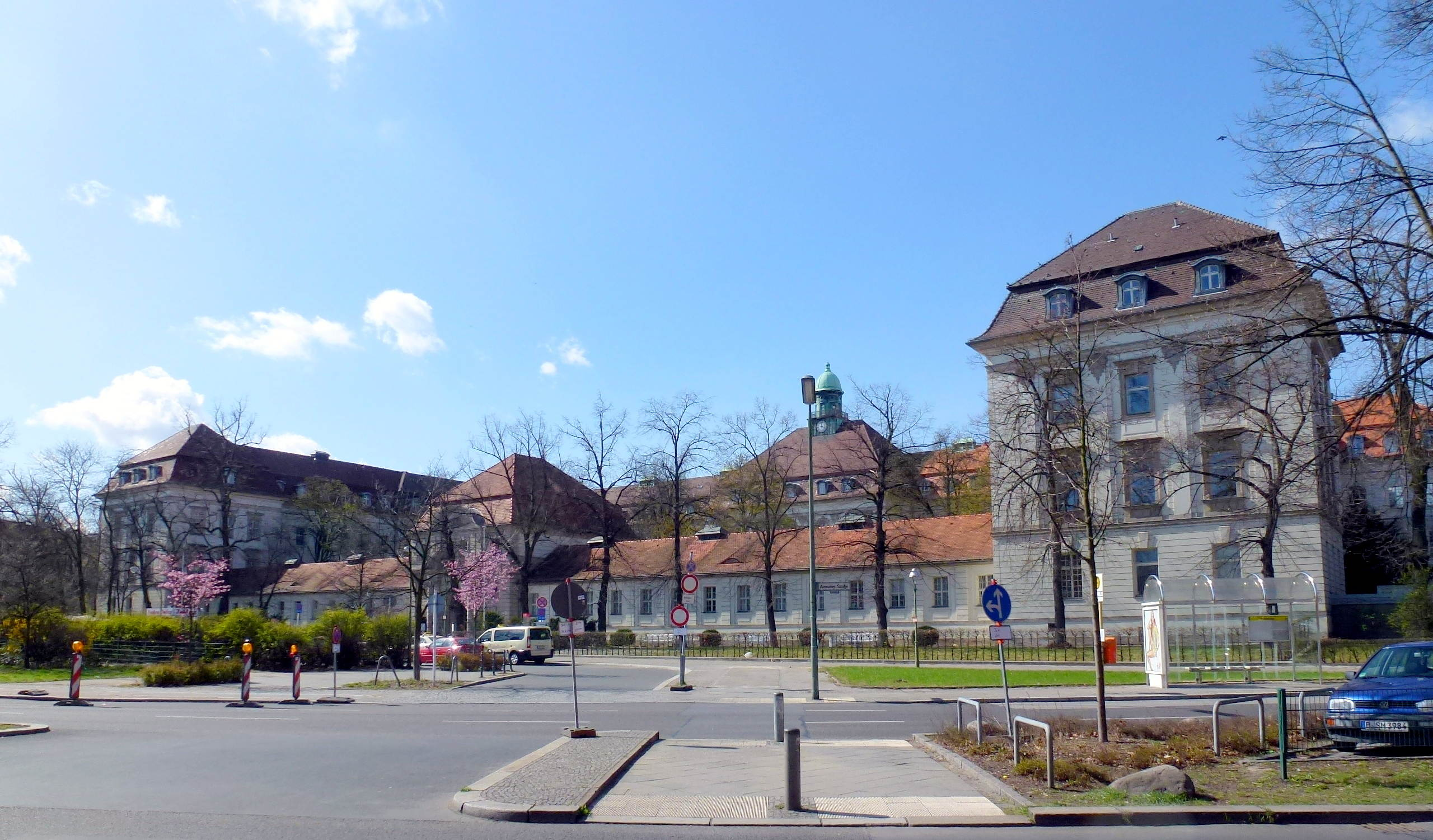
Charité Campus Virchow-Klinikum

Mit Tochterunternehmen hatte die Charité im Jahr 2023 rund 23.480 Mitarbeiter und war damit einer der größten Arbeitgeber in Berlin. Die Gesamteinnahmen betrugen im Jahr 2023 rund 2,6 Milliarden Euro, inklusive Drittmitteln und Investitionszuschüssen.
Das Haushaltsdefizit betrug im Jahr 2010 etwa 17,7 Millionen Euro. In den Jahren 2011 und 2012 konnte die Charité Überschüsse erwirtschaften (2011: 8,2 Millionen Euro, 2012: 5,2 Millionen Euro). In den Jahren 2014–2019 konnte mit einem positiven wirtschaftlichen Ergebnis abgeschlossen werden: 7,6 Millionen Euro im Jahr 2014, 3,7 Millionen Euro im Jahr 2015, 3,8 Millionen Euro im Jahr 2016, 1,8 Millionen Euro im Jahr 2017, 800.000 Euro im Jahr 2018 und 100.000 Euro im Jahr 2019. Im Jahr 2020 war das Jahresergebnis der Charité mit 1,3 Millionen Euro leicht negativ, 2021 mit 7,8 Millionen Euro allerdings wieder positiv. 2022 erzielte die Charité einen Jahresfehlbetrag von knapp zwei Millionen Euro bei einem positiven Konzernergebnis von 1,3 Millionen Euro. Für das Berichtsjahr 2023 ergab sich ein Jahresfehlbetrag von −134,6 Millionen Euro. Laut einem Bericht der Senatsverwaltung für Finanzen vom 26. Februar 2025 machte die Charité in 2024 einen voraussichtlichen Verlust von 88,8 Millionen Euro.
Insgesamt kamen 2023 an allen Standorten der Charité 5131 Kinder bei 4985 Geburten zur Welt. Im selben Jahr wurden 137.825 Fälle stationär oder teilstationär behandelt.

### Beschäftigte
2023 arbeiteten an den Standorten der Charité 23.479 Mitarbeiter. 3.100 CFM-Mitarbeiter übernehmen nichtmedizinische Dienstleistungen wie Transporte, Reinigung, Medizin- und Haustechnik, Catering und Wachschutz. 2016 schloss die landeseigene Klinik mit der Gewerkschaft ver.di nach mehrjährigen Verhandlungen und mehreren Streiks einen Tarifvertrag. Darin wurde erstmals eine Mindestausstattung mit Personal für Intensivmedizin, stationäre Krankenpflege und die Kinderklinik festgelegt. Auch wurden Maßnahmen zur Entlastung der Mitarbeiter vereinbart. Diese Vereinbarung führte dazu, dass die damalige Bundesregierung bundesweit Untergrenzen für die personelle Ausstattung von Kliniken vorschreiben wollte. Ab Mitte 2021 kam es an der Charité aufgrund der hohen Arbeitsbelastung nochmals zu Streiks, die mehrere Wochen andauerten und als die bis dahin längsten im deutschen Gesundheitswesen galten. Beschäftigte schlossen sich mit Angestellten des Vivantes-Konzerns zur Berliner Krankenhausbewegung zusammen und forderten neben einem festgelegten Personalschlüssel auch ein Belastungsausgleichssystem im Falle einer Unterschreitung der Personalgrenzen. Im November 2021 einigten sich Charité und ver.di auf einen Tarifvertrag zur Entlastung der Beschäftigten.

### Charitézentren

Das Charité-Gelände am Humboldthafen

Forschung, Lehre und Krankenversorgung sind in 17 Charitézentren (Eigenschreibweise: CharitéCentren) mit insgesamt mehr als 100 Kliniken und Instituten organisiert. Zwölf Charitézentren haben den Schwerpunkt auf der Krankenversorgung und fünf Zentren auf Forschung und Lehre. Die Charitézentren sind größtenteils standortübergreifend. Sie haben eine eigenständige Leitung mit Ergebnisverantwortung.
- CC 01: Human- und Gesundheitswissenschaften
- CC 02: Grundlagenmedizin
- CC 03: Zahn-, Mund- und Kieferheilkunde
- CC 04: Centrum für Biomedizin
- CC 05: Diagnostische und präventive Labormedizin
- CC 06: Diagnostische und interventionelle Radiologie und Nuklearmedizin
- CC 07: Anästhesiologie und Intensivmedizin
- CC 08: Chirurgische Medizin
- CC 09: Orthopädie und Unfallchirurgie
- CC 10: Multidisziplinäre Medizin
- CC 11: Global Health
- CC 12: Innere Medizin und Dermatologie
- CC 13: Innere Medizin mit Gastroenterologie und Nephrologie
- CC 14: Tumormedizin
- CC 15: Neurologie, Neurochirurgie und Psychiatrie
- CC 16: Audiologie/Phoniatrie, Augen- und HNO-Heilkunde
- CC 17: Frauen-, Kinder- und Jugendmedizin mit Perinatalzentrum und Humangenetik

## Tochterunternehmen

### Ambulante Gesundheitszentrum der Charité GmbH
Die Ambulante Gesundheitszentrum der Charité GmbH ist eine hundertprozentige Tochter der Charité. An den drei bettenführenden Campus der Charité sowie in Berlin-Tegel werden insgesamt neun Medizinische Versorgungszentren (MVZ) betrieben, in denen vor allem Patienten und Patientinnen mit chronischen Erkrankungen ambulant behandelt werden.

### Charité Facility Management GmbH
Die Charité Facility Management GmbH (CFM) ist ein hundertprozentiges Tochterunternehmen der Charité. Die CFM erbringt für die Charité einen Großteil der nichtmedizinischen und nichtpflegerischen Leistungen wie zum Beispiel Catering, Medizin- und Haustechnik, Reinigung und Logistik. Sie hat rund 3100 Mitarbeiter. Die CFM erzielte im Jahr 2023 einen Umsatz von rund 244 Millionen Euro und einen Jahresüberschuss von rund 409.000 Euro. Die Bereiche Material- und Versorgungswirtschaft sowie Bau und Technik der Charité, das Facilitymanagement, wurde zum 1. Januar 2006 in eine eigens im Oktober 2005 gegründete Gesellschaft, die Charité CFM Facility Management GmbH (kurz: CFM), ausgegliedert. In die CFM gingen neben großen Teilen der Charité-Verwaltung die ehemaligen Charité-Tochtergesellschaften KRS und Medilog auf, die die Charité gemeinsam mit dem Unternehmen Zehnacker Facility Management gegründet hatte. Gesellschafter der CFM waren bis Ende 2018 die Charité (51 %) und die VDH Health Care Services GbR (49 %), hinter der sich die Unternehmen Vamed Deutschland, Dussmann und Hellmann Worldwide Logistics verbergen. Seit 1. Januar 2019 hält die Charité wieder 100 % der Anteile.
Durch die Ausgliederung der GmbH aus dem Mutterkonzern erhielten Beschäftigte ein deutlich geringeres Gehalt als Angestellte der Charité selbst. Nach einer Tarifeinigung im Jahr 2025 sollen die Einkommen bis 2030 an den TVöD angeglichen werden.

### World Health Summit GmbH

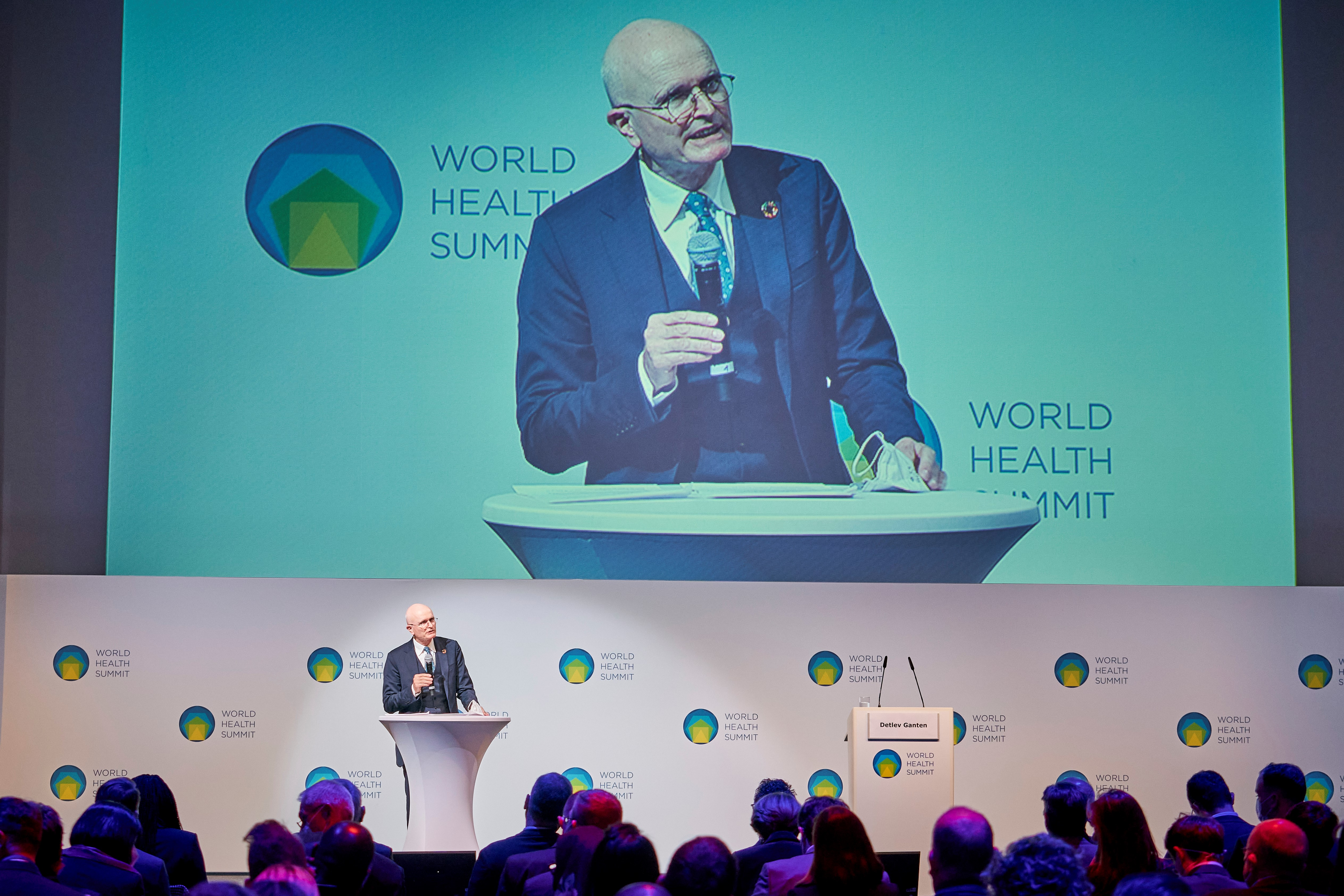
World Health Summit Präsident Axel R. Pries, 2022

Der World Health Summit (WHS) wurde 2009 anlässlich des 300. Jubiläums der Charité gegründet und hat sich zu einer der weltweit führenden Gesundheitskonferenzen entwickelt. Die Konferenz bringt jedes Jahr im Oktober führende Vertreter aus Wissenschaft, Politik, Industrie und Zivilgesellschaft aus aller Welt in Berlin zusammen.
Traditionell steht der World Health Summit unter der Schirmherrschaft des deutschen Bundeskanzlers, des französischen Staatspräsidenten und des Generaldirektors der Weltgesundheitsorganisation (WHO). Präsident des WHS ist seit 2021 Axel R. Pries. Das akademische Gerüst des World Health Summit ist die M8 Alliance of Academic Health Centers, Universities and National Academies, ein internationales Netzwerk aus führenden Universitäten, Forschungsinstituten und Gesundheitszentren aus aller Welt. Die M8 Alliance zahlt 28 Mitgliedsinstitutionen aus 20 Ländern.

### Charité Healthcare Services GmbH
Die Charité Healthcare Services GmbH (CHS) ist ein hundertprozentiges Tochterunternehmen der Charité. Das Unternehmen übernimmt hauptsächlich Dienstleistungen in Zusammenhang mit internationalen Patientinnen und Patienten.

## Klinikstandorte

Standorte in Berlin

Die Charité ist an vier Hauptstandorten (Campus) untergebracht:
- Campus Benjamin Franklin (CBF)[46] in Lichterfelde
- Campus Berlin-Buch (CBB) in Buch
- Campus Charité Mitte (CCM) in Mitte
- Campus Virchow-Klinikum (CVK) im Wedding

Die Standorte in Mitte, Lichterfelde und im Wedding bieten jeweils große Teile der gesamten Medizin an, mit speziellen Forschungs- und Behandlungsschwerpunkten an den verschiedenen Campus. Das Institut für Geschichte in der Medizin und Ethik in der Medizin der Charité ist seit Herbst 2013 in Dahlem untergebracht. Die Kliniken auf dem Campus Berlin-Buch (Robert-Rössle- und Franz-Volhard-Klinik) wurden 2001 durch die Helios Kliniken übernommen. Das heutige Helios Klinikum Berlin-Buch mit seinen 1200 Betten gehört seither nicht mehr zur Charité. Dennoch bleibt die Charité als Lehrbetrieb in den Kliniken vertreten und beschäftigt rund 200 Mitarbeiter auf dem Campus Buch.

### Sonderisolierstation
Die Sonderisolierstation der Charité dient zur Absonderung und Behandlung von Patienten mit hochansteckenden Infektionserkrankungen wie viralem hämorrhagischem Fieber oder Pocken. Sie liegt als freistehender Pavillon mit zwei oberirdischen und zwei unterirdischen Etagen in einem parkähnlichen Gelände des Virchowklinikums. Im Quarantänefall kann sie weiträumig abgesperrt werden. Die Station wurde 1978 als größte Einrichtung dieser Art in Deutschland in Betrieb genommen und ist mit modernster Technik ausgestattet. In ihr können bis zu 20 Patienten unter Quarantänebedingungen intensivmedizinisch behandelt werden. Der Gebäudekomplex besteht aus einem reinen Bereich, in dem sich eine Überwachungszentrale, Aufenthaltsräume für Personal und Lagerräume befinden. Personal betritt den Quarantänebereich über Sicherheitsschleusen mit speziellen Vollschutzanzügen, die eine gefilterte Luftzufuhr haben. Patienten werden mit Spezialfahrzeugen direkt von außen in die ebenerdig liegenden Patientenzimmer eingeschleust. Bis zum Patientenzimmer sorgen vier Unterdruckstufen für eine Luftströmung vom reinen zum unreinen Bereich. Die Abluft wird durch Hochleistungsfilter gesäubert. Abfall und Abwässer werden in den Kelleretagen vor Ort getrennt autoklaviert und aufbereitet. Während des Ausschleusens von Personal und Material findet ein intensiver Desinfektionsvorgang statt.

### Deutsches Herzzentrum der Charité
Im Deutschen Herzzentrum der Charité (DHZC) sind seit 1. Januar 2023 alle herzmedizinischen Kliniken und ein Institut des ehemaligen ChariteCentrum 11 für Herz-, Kreislauf- und Gefäßmedizin zusammen mit den Einrichtungen des ehemaligen Deutschen Herzzentrums Berlin zusammengefasst. Die Bettenzahl der Charité erhöht sich damit auf 3293 Betten. Das DHZC ist verteilt auf die drei klinischen Standorte der Charité in Berlin. Nach eigener Aussage ist es damit eines der größten Herzzentren Deutschlands. Es werden sämtliche kardiovaskuläre Erkrankungen über alle Altersgruppen hinweg behandelt.

### Campusentwicklung
In der Strategie 2030 der Charité ist die bauliche Vision für die Weiterentwicklung der Charité festgehalten. Jeder Campus erhält ein eigenständiges Profil. 2021 gewannen Silvia Gmür, Reto Gmür und Maurus Schifferli den Realisierungswettbewerb für die Erweiterung der Charité am Campus Benjamin Franklin.

## Studium und Lehre
Im Bereich der universitären Lehre wurden im Jahr 2023 insgesamt 9879 Studierende in 15 unterschiedlichen Studiengängen ausgebildet. Darunter waren die Studienfächer Humanmedizin, Zahnmedizin, Pflegewissenschaften, angewandte Hebammenwissenschaft, Gesundheitswissenschaften, Medical Neurosciences, Molecular Medicine, Public Health und International Health. Außerdem gab es 871 Ausbildungsplätze in 23 Berufen. Die Ausbildung in den Gesundheitsfachberufen wird vom Berliner Bildungscampus für Gesundheitsberufe gGmbH durchgeführt.
Ab dem Wintersemester 2024 richtet die Charité gemeinsam mit Universitäten in Frankreich und Slowenien den Masterstudiengang für Weltraummedizin und Physiologie in extremen Umwelten ein.
Die Charité ist Mitglied der Studentischen Darlehnskasse.

### Internationale Partnerschaften
Über Erasmus Student Network gibt es Partnerschaften mit einer Vielzahl bedeutender Universitäten in nahezu allen Ländern Europas.
 Vereinigte Staaten: Northwestern University Feinberg School of Medicine – Chicago

 Australien: Monash University – Melbourne

 Argentinien: Universidad de Buenos Aires

 Volksrepublik China: Zhejiang-Universität, Zheijiang People’s Hospital – Hangzhou

 Volksrepublik China: Tongji University School of Medicine, Shanghai East Hospital – Shanghai

 Volksrepublik China: Tongji Medical College – Wuhan

 Japan: Saitama Ika Daigaku|Medizinische Universität Saitama – Moroyama

 Japan: Chiba University – Chiba

 Georgien: Tbilissi State Medical University – Tiflis

 Mexiko: Universidad Nacional Autónoma de Méxiko (UNAM)

 Vereinigtes Königreich: University of Oxford – Oxford

 Vereinigtes Königreich: King’s College London

 Israel: Hadassah Medical Center – Jerusalem

 Israel: Weizmann Institute – Rehovot

 Israel: Tel Aviv Sourasky Institute – Tel Aviv

 Kanada: Université de Montréal – Montreal

 Kenia: University of Nairobi School of Medicine – Nairobi

## Forschung

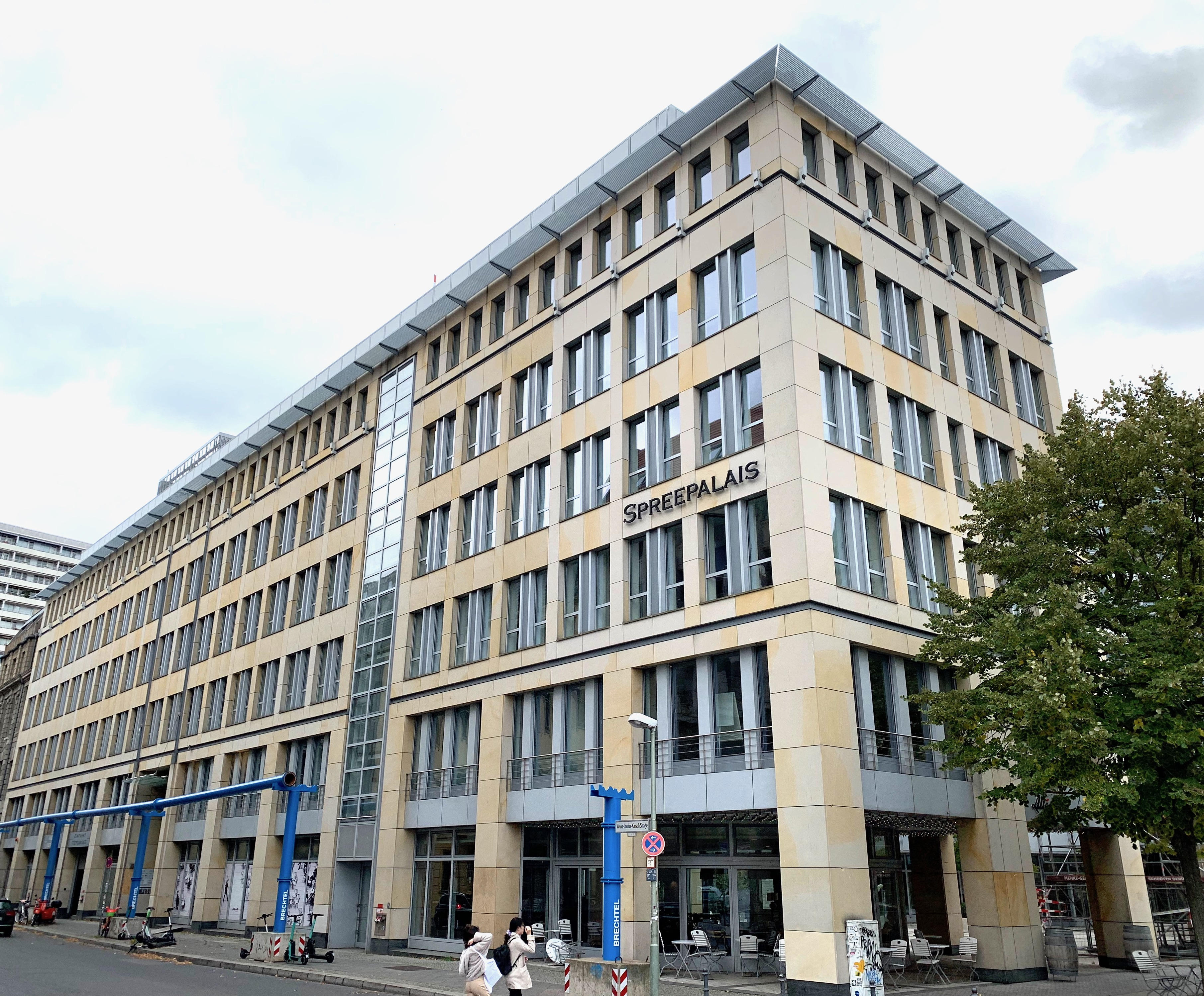
Spreepalais, Sitz des Berlin Institute of Health (BIH)

Mit 31 Sonderforschungsbereichen der Deutschen Forschungsgemeinschaft  und 19 Europäischen Verbundprojekten mit Charité-Koordination im Jahr 2023 zählt die Charité zur Spitze der wissenschaftlich-medizinischen Einrichtungen in Deutschland und Europa. Im Vordergrund steht das Zusammenwirken von grundlagenorientierter und patientennaher Forschung, häufig interdisziplinär mit nationalen und internationalen Verbundpartnern. Forschungsschwerpunkte sind
1. Infektion, Inflammation und Immunität,
2. Kardiovaskuläre Forschung und Metabolismus,
3. Seltene Erkrankungen und Genetik,
4. Onkologie,
5. Regenerative Therapien sowie
6. Neurowissenschaften.[58]

### Exzellenzcluster
NeuroCure ist ein Exzellenzcluster an der Charité mit dem Forschungsschwerpunkt Neurowissenschaften.
Der Cluster wird durch Bund und Länder gefördert – zunächst durch die Exzellenzinitiative (2007–2018) und seither im Rahmen der Exzellenzstrategie (2019–2025). Die Erforschung von neurologischen sowie psychiatrischen Krankheitsmechanismen und die Übertragung grundlagenwissenschaftlicher Erkenntnisse in klinisches Handeln, kurz Translation, stehen im Zentrum des Exzellenzclusters. Ziel des interdisziplinären Forschungsverbundes ist ein besseres Verständnis der neurologischen und psychiatrischen Krankheitsmechanismen sowie die Entwicklung neuer Therapien und diagnostischer Verfahren.

### Berlin Institute of Health
Das Berliner Institut für Gesundheitsforschung (Berlin Institute of Health, BIH) wurde 2013 gegründet und ist seit 2021 als Translationsforschungsbereich Teil der Charité. Es wird zu 90 Prozent vom Bundesministerium für Forschung, Technologie und Raumfahrt und zu zehn Prozent vom Land Berlin gefördert. Aufgabe des BIH ist die medizinische Translation. Erkenntnisse aus der biomedizinischen Forschung sollen in neue Ansätze zur personalisierten Vorhersage, Prävention, Diagnostik und Therapie übertragen werden.
BIH Innovation ist der gemeinsame Technologietransfer von Charité und BIH. Vier Teams unterstützen das Transfer- und Innovationsgeschehen, um biomedizinische Forschungsergebnisse in skalierbare und marktreife Technologien, Produkte und Ausgründungen zu überführen. Von 2017 bis 2023 verzeichnete die Charité 40 Ausgründungen.

### Kommunikation
Zahlreiche Wissenschaftler und Forscher der Charité sind im sozialen Netzwerk Researchgate aktiv. Die Charité als Institution ist auf Internet-Plattformen wie Mastodon präsent.

## Besonderheiten

### Stiftung Charité
Die Stiftung Charité ist eine unabhängige, privatrechtliche und gemeinnützige Stiftung. Sie wurde 2005 von Johanna Quandt mit dem Ziel gegründet, die Lebenswissenschaften grundsätzlich und in ihrem gesamten Spektrum von Forschung und Lehre über den Wissens- und Technologietransfer bis zur Versorgung von Patientinnen und Patienten zu fördern. Sie trägt seitdem entscheidend dazu bei, dass sich Berlin zu einem weltweit führenden Standort in den Lebenswissenschaften entwickelt und als solcher etabliert. Dabei unterstützt die Stiftung Charité die Charité – Universitätsmedizin Berlin und weitere lebenswissenschaftliche Einrichtungen insbesondere über Förderprogramme in den Bereichen Innovationsförderung, Wissenschaftsförderung und Open Life Science.
Die Stiftung vergibt seit 2009 den mit insgesamt 100.000 Euro dotierten Max-Rubner-Preis.

### Patientenbibliothek und Museum
Die Patientenbibliothek der Charité blickt auf eine lange Tradition zurück und wurde vor weit über 100 Jahren als Krankenhausbibliothek der Königlichen Charité gegründet. Sie bietet den Patienten und Mitarbeitern an zwei Standorten (CCM, CBF) eine umfassende bibliothekarische Betreuung. Der Medienbestand umfasst 14.000 Einheiten (CCM) bzw. 18.000 Einheiten (CBF).
Das Berliner Medizinhistorische Museum (BMM) der Charité befindet sich auf dem Campus in Berlin-Mitte und ist bekannt für seine pathologisch-anatomische Sammlung.

## Persönlichkeiten

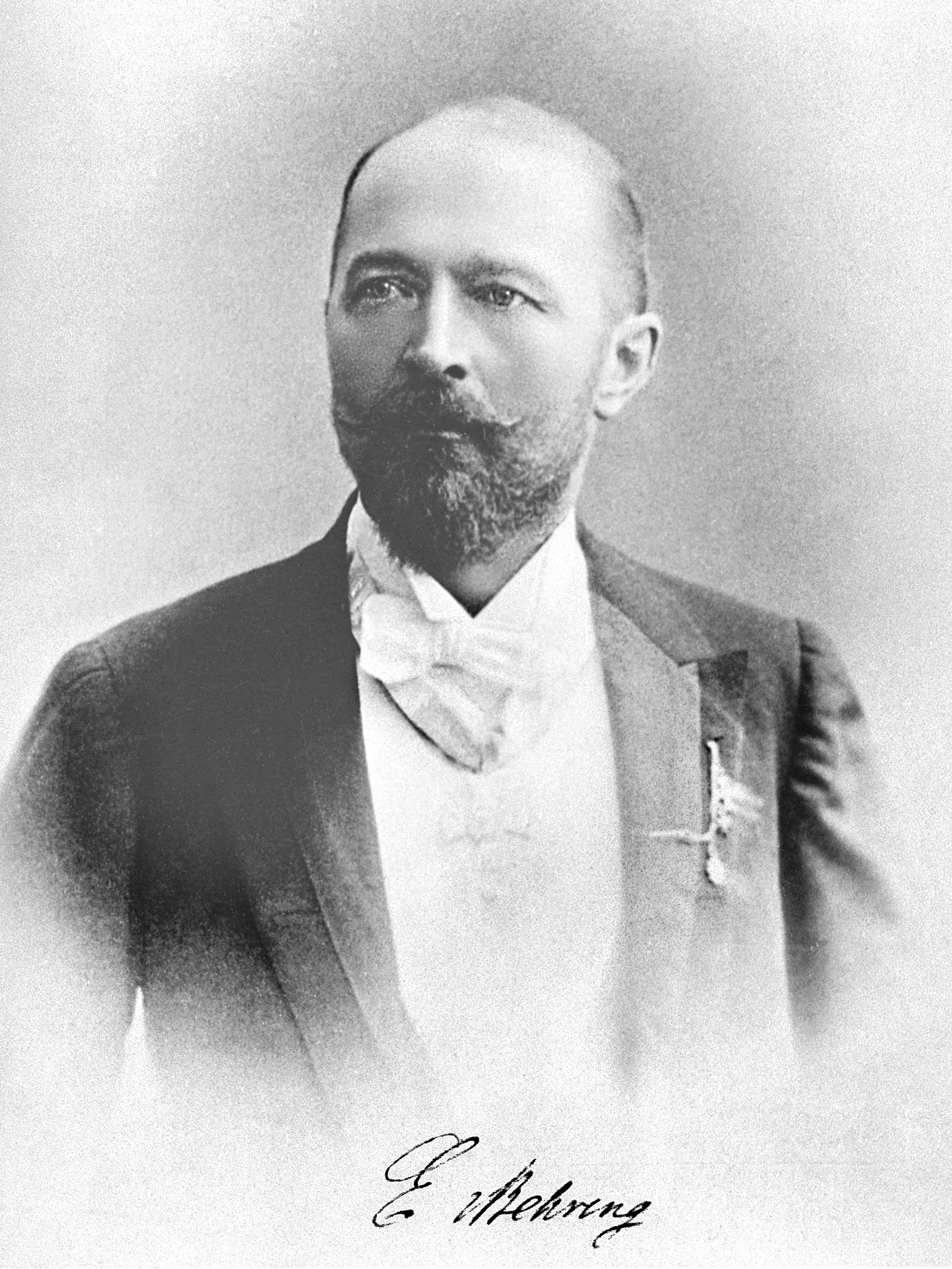
Emil von Behring, erster Medizin-Nobelpreisträger

Die Charité wurde durch zahlreiche herausragende Ärzte und Wissenschaftler international bekannt. So etwa durch Rudolf Virchow, Hermann von Helmholtz, Robert Koch, Paul Langerhans, Paul Ehrlich und Emil von Behring.
Aber auch die Begründer medizinischer Spezialgebiete und weitere namhafte Experten wie Johann Friedrich Dieffenbach, Ferdinand Sauerbruch, Wilhelm Griesinger, Albrecht von Graefe, Heinrich Schulte, Otto Heubner, Ernst von Leyden, Caspar Friedrich Wolff, Karl Bonhoeffer, Heinrich Adolf von Bardeleben, Friedrich Wilhelm Felix von Bärensprung, Hans Erhard Bock, August Bier, Friedrich Kraus, Walter Stoeckel, Friedrich Theodor von Frerichs, Theodor Schwann, Friedrich Gustav Jakob Henle, Johann Lukas Schönlein, Ludwig Traube, Bernhard von Langenbeck, Theodor Billroth, Gustav von Bergmann, Paul Vogler, Curt Schimmelbusch, Theodor Brugsch, Rahel Hirsch, Leonor Michaelis, August von Wassermann, Emil Fischer, Selmar Aschheim, Bernhard Zondek, Rudolf Nissen, Hermann Oppenheim, Herbert Herxheimer, Gustav Killian, Carl Adolf Passow, Samuel Mitja Rapoport, Ingeborg Rapoport, Helmut Kraatz, Georg Ostapowicz und Hermann Gutzmann wirkten hier.
Acht spätere Nobelpreisträger begannen ihren wissenschaftlichen Weg an der Charité, wie zum Beispiel Werner Forßmann und Albrecht Kossel.

## Auszeichnungen
Auf der Focus-Klinikliste 2024, die als umfangreichster Qualitätsvergleich von Krankenhäusern in Deutschland gilt, belegt die Charité den ersten Platz und wurde somit zum zwölften Mal in Folge als „Deutschlands beste Klinik“ ausgezeichnet.
Im Klinik-Ranking der 1000 besten Kliniken der Welt der US-amerikanischen Wochenzeitung Newsweek und des Datenportals Statista belegt die Charité den siebten Platz. In der Auswertung der spezialisierten Kliniken kommt die Charité in vier Fachdisziplinen unter die Top Ten.
Im Times Higher Education (THE) World University Subject Ranking 2024 hat die Charité im Bereich „Clinical and Health“ Platz 27 von 1059 teilnehmenden Hochschulen erreicht. Damit belegte sie in Deutschland Platz 1.
Für Studierende des Gesundheitswesens ist die Charité zum achten Mal in Folge der attraktivste Arbeitgeber in Deutschland. Das hat die Student Survey 2022 des internationalen Forschungs- und Beratungsunternehmens Universum ergeben.

## Vorfälle und Kritik
Die Krankenschwester Irene Becker tötete in den Jahren 2005 und 2006 mindestens fünf Menschen auf einer kardiologischen Station. Hierfür wurde sie zu lebenslanger Haft verurteilt.
Die Einrichtung von Professuren für Homöopathie, Naturheilkunde und anthroposophische Medizin fand mehrfach öffentliche Kritik. Eine 2008 eingerichtete Stiftungsprofessur sollte nach Ansicht der finanzierenden Carstens-Stiftung zu deren Akzeptanzsteigerung beitragen. Eine weitere 2017, durch Mittel der Software AG – Stiftung eingerichtete Professur kooperiert mit der Onkologie und der Behandlung von COVID-19-Erkrankten der Charité. Der Dachverband Anthroposophische Medizin in Deutschland (DAMiD) bezeichnete die jüngste Berufung als „Ritterschlag“ für die Branche.
Im Jahr 2023 fiel nachts für drei Stunden im Bettenhochhaus und dem angrenzenden Rudolf-Nissen-Haus (Standort der Zentralen Notaufnahme) der Strom aus. Zwar startete das Notstromaggregat, jedoch konnte aufgrund eines defekten Verteilers kein Strom in das Hausnetz eingespeist werden. Somit standen für die Überwachung und Versorgung von ca. 600 Patienten keine elektrischen Geräte zur Verfügung. Mehrere Patienten mussten durch den Rettungsdienst verlegt werden.
Im September 2024 veröffentlichten die Zeitschrift Stern und der Sender RTL eine Investigativrecherche, die Vorwürfe erheblicher Missstände in der Patientenversorgung in den Kliniken erhob.

## Filme und Serien
(chronologisch sortiert)

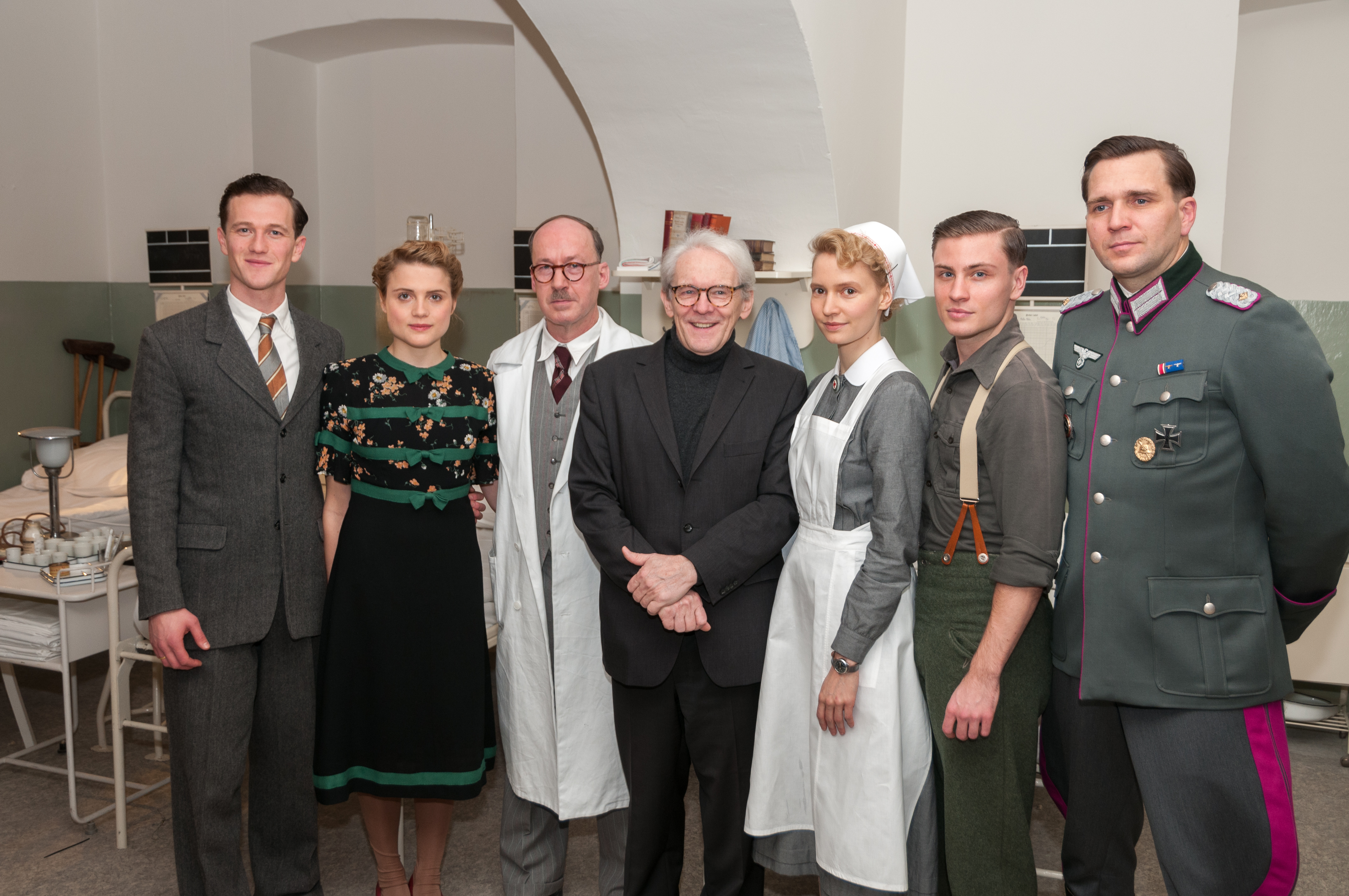
Darsteller der Fernsehserie Charité

- Carl Gierstorfer, Mareike Müller (Regie): Charité intensiv – Gegen die Zeit. Vierteilige Doku-Serie des rbb zur Organspende. Dokumentation, 2023.[84]
- Carl Gierstorfer, Mareike Müller (Regie): Charité intensiv – Station 43. Vierteilige Doku-Serie des rbb über die Station 43 während der COVID-19-Pandemie im Winter 2020/21. Dokumentation, 180 min, 2021.
- Die Charité – Medizin unterm Hakenkreuz. Dokumentation, Deutschland 2019.[85]
- Charité. Fernsehserie, Deutschland, Regie: Sönke Wortmann, 2017 (Staffel 1); Anno Saul, 2018 (Staffel 2); Christine Hartmann, 2021 (Staffel 3); Esther Bialas, 2023 (Staffel 4).
- Die Charité – Geschichten von Leben und Tod. Dokumentation, Deutschland 2017.[86]
- Europas größtes Universitätsklinikum (1) – Die Hauptstadtklinik. Dokumentation, Deutschland 2012.[87]
- Meine letzte Hoffnung – Chefärzte der Charité. Dokumentation, Deutschland, 2010.[88]
- Berühmte Ärzte der Charité. Sechsteilige Arztserie, Erstausstrahlung 1981. Regisseure: Manfred Mosblech, Ursula Bonhoff, Joachim Kunert, Wolf-Dieter Panse. DVD-Erscheinungsjahr 2017. EAN: 4052912771857.